# Arouca (freguesia)
Arouca est une ancienne paroisse civile portugaise (en portugais : freguesia) de la municipalité d'Arouca dans le district d'Aveiro.

## Histoire
Arouca se développe autour d'un monastère fondé au Xe siècle. En 1151, Alphonse Ier accorde une charte à la ville. Au XIIIe siècle, son monastère connait une importante croissance sous le patronage de Mafalda de Portugal.
En 1846, la paroisse de Moldes est détachée de celle d'Arouca.
La loi no 11-A/2013 du 28 janvier 2013, portant réorganisation administrative du territoire des freguesias, fusionne Arouca avec la paroisse voisine de Burgo pour former l’União das freguesias de Arouca e Burgo (dont le siège est à Arouca).